# يسبر أندرسن
يسبر أندرسن (بالدنماركية: Jesper Andersen)‏ (31 مايو 1979 في الدنمارك - ) هو لاعب كرة قدم دانمركي في مركز الدفاع. شارك مع منتخب الدنمارك تحت 21 سنة لكرة القدم. أما مع النوادي، فقد لعب مع آرهوس جمناستيك فورينينغ ونادي أودنسه ونادي فيبورج وFC Hjørring ‏.

## وصلات خارجية
- يسبر أندرسن على موقع قاعدة بيانات كرة القدم.إي يو (الإنجليزية)